# Markus Pieper

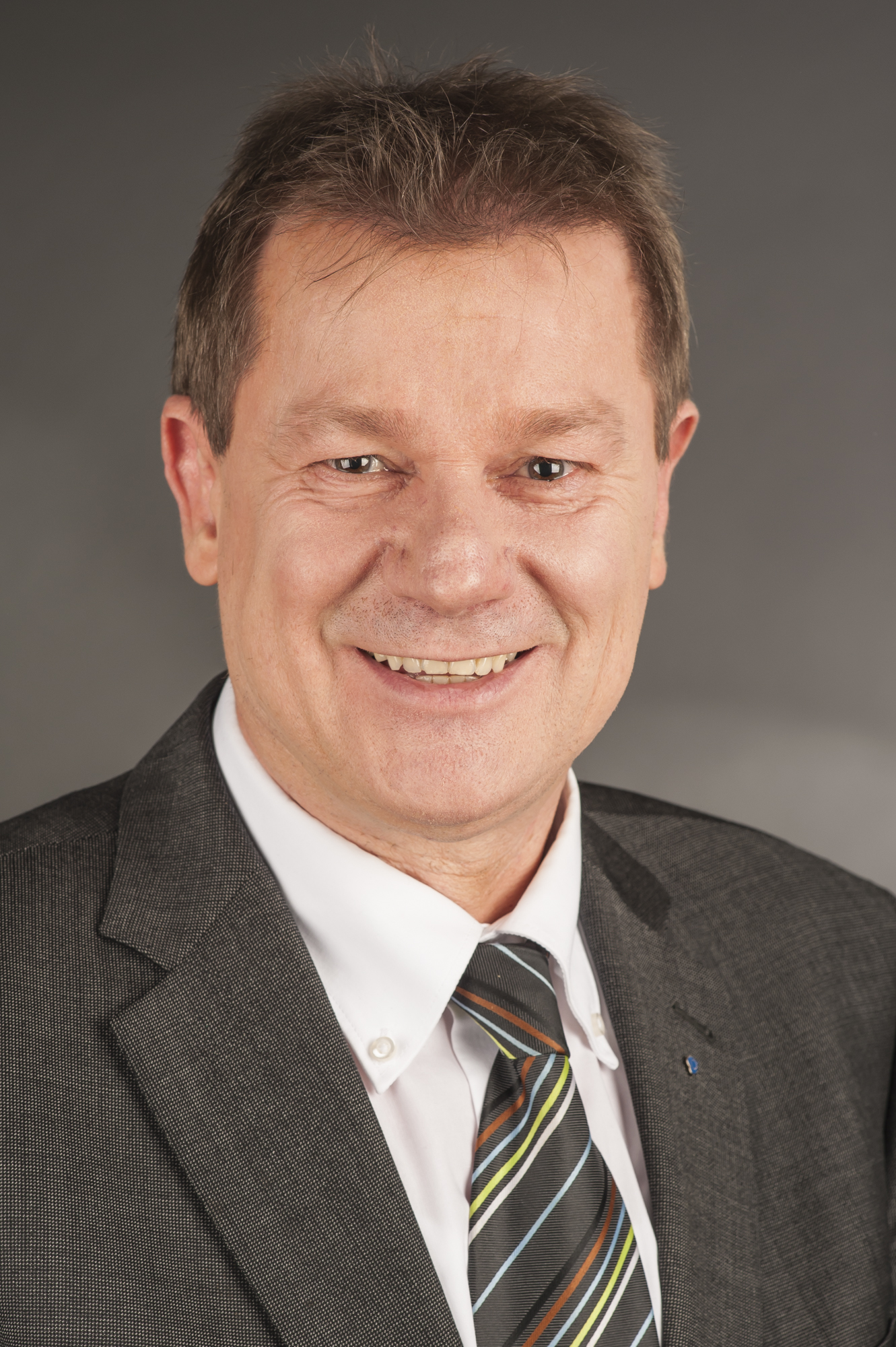
Markus Pieper (2014)

Markus Pieper (Hamelen, 15 mei 1963) is een Duits politicus en lid van het Europees Parlement voor de Christlich Demokratische Union (CDU).

## Biografie
Pieper heeft geografie, algemene economie en ruimtelijke ordening gestudeerd aan de Leibniz-Universiteit Hannover en aan de Georg-August-Universität Göttingen. Voorts is hij gepromoveerd in de economische geografie op het onderwerp 'wijziging van locatiefactoren'. Na zijn promoveren werd hij secretaris van de Kamer van Koophandel in Osnabrück-Eemsland en universitair docent aan de Universiteit van Osnabrück. Vanaf 2001 heeft hij verschillende bestuursfuncties binnen het CDU vervult.

Pieper is getrouwd en heeft drie kinderen.

## Europees Parlement
Tijdens de Europese Parlementsverkiezingen van 2004 wist hij een zetel te bemachtigen en ook de daaropvolgende verkiezingen in 2009 werd hij gekozen. In het Europees Parlement is hij met zijn partij lid van de fractie van de Europese Volkspartij. Verder is hij in het parlement onder andere betrokken bij de volgende commissies en delegaties:
- Ondervoorzitter van de 'Commissie regionale ontwikkeling'
- Lid van de ' Delegatie in de parlementaire samenwerkingscommissies EU-Kazachstan, EU-Kirgizstan en EU-Oezbekistan, en voor de betrekkingen met Tadzjikistan, Turkmenistan en Mongolië'
- Plaatsvervanger in de 'Commissie begrotingscontrole'
- Plaatsvervanger in de 'Commissie industrie, onderzoek en energie'
- Plaatsvervanger in de 'Delegatie voor de betrekkingen met de Zuid-Aziatische landen'

In 2024 werd Pieper voorgedragen als EU-gezant voor het oor het midden- en kleinbedrijf. Uiteindelijk zag Pieper af van de functie, na kritiek van Eurocommissaris Thierry Breton en het Europees Parlement omdat het sollicitatieproces niet transparant genoeg zou zijn geweest.
- Gemeinsame Normdatei: 172776163
- Virtual International Authority File: 199150139
- WorldCat: E39PBJk978Pq8MMBPqMb6FY3wC